# Прогул
Прогул — отсутствие работника на рабочем месте без уважительных причин. Является грубым нарушением трудовой дисциплины, за систематические прогулы чаще всего сотрудника увольняют, за единичный прогул могут как уволить, так и объявить выговор.

## В СССР
С 26 июня 1940 года в СССР указом Президиума Верховного Совета СССР устанавливалось наказание за самовольный (без разрешения директора предприятия или начальника учреждения) уход с работы — 2— 4 месяца тюремного заключения, за прогул без уважительной причины — до 6 месяцев «исправительно-трудовых работ по месту работы с удержанием из заработной платы до 25 %» (ст. 5 указа). Уголовная ответственность за прогул отменена 25 апреля 1956 г., остальные принудительные и судебные меры указа были отменены 8.08.1957.
Согласно приказу наркома юстиции и Прокурора СССР № 84/133 от 22 июля 1940 года, рабочих и служащих, допустивших опоздание без уважительных причин более чем на 20 минут после обеденного перерыва или самовольный уход с работы ранее, чем за 20 минут до обеденного перерыва или окончания рабочего дня следовало привлекать к суду, как за прогул, по части 2 статьи 5 того же указа от 26 июня 1940 года.